# Ye-One Rhie

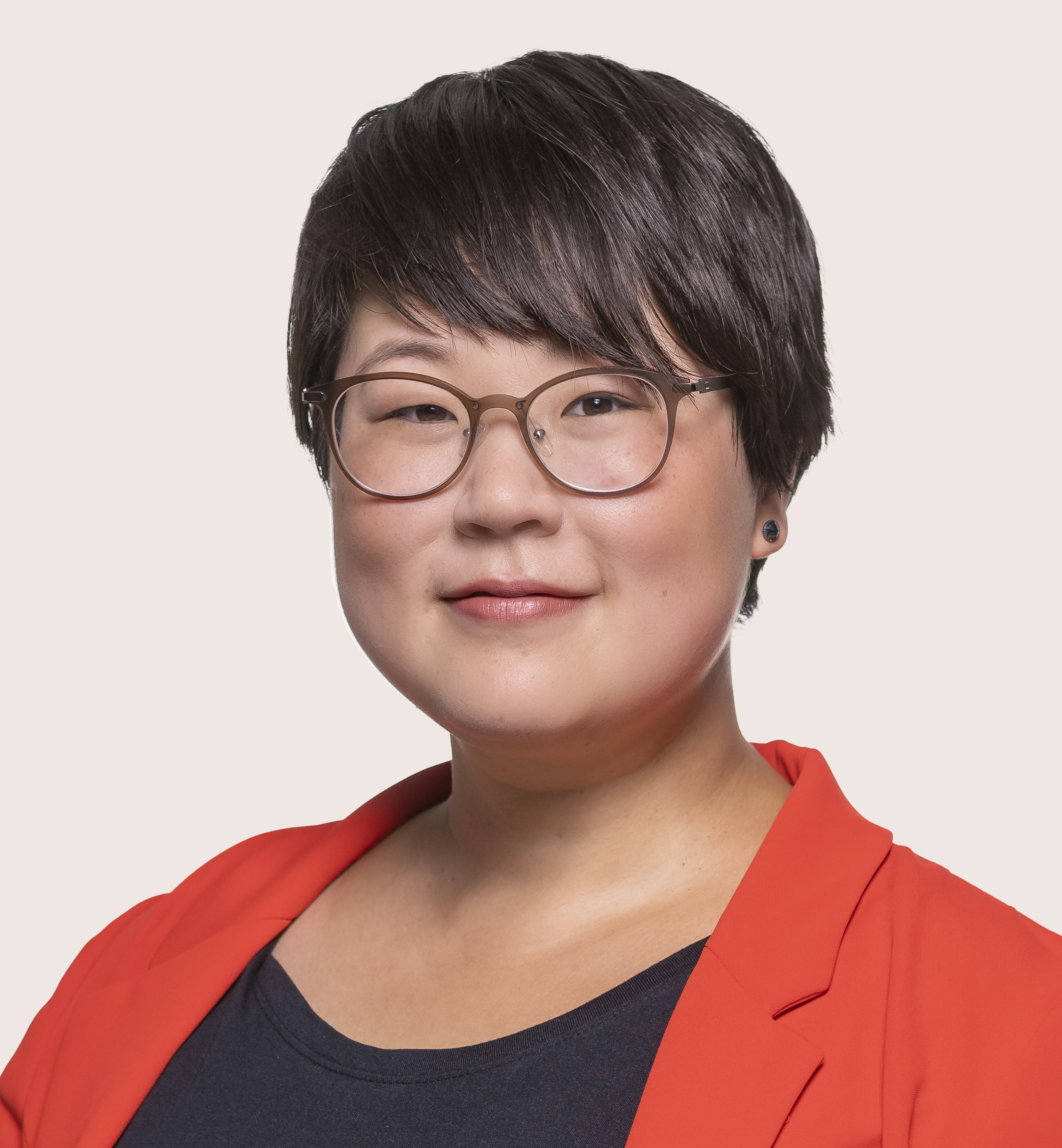
Ye-One Rhie, 2021

Ye-One Rhie (* 29. August 1987 in Aachen) ist eine deutsche Politikerin und war von 2021 bis 2025 Abgeordnete der SPD im Deutschen Bundestag.

## Leben, Ausbildung und Beruf
Ye-One Rhie wurde 1987 in Aachen geboren und wuchs im Ostviertel auf. Ihre Eltern waren 1986 aus Südkorea in die Bundesrepublik gekommen. Als Rhie elf Jahre alt war, drohte der Familie die Abschiebung nach Südkorea. Rhie wandte sich in einem Brief an die Aachener Bundestagsabgeordnete Ulla Schmidt, die sich daraufhin für eine Aufenthaltsgenehmigung für die Familie einsetzte. 2005 setzte sich Schmidt abermals für eine Entfristung der Aufenthaltsgenehmigung ein. 2006 machte sie ihr Abitur an der Viktoriaschule und studierte von 2006 bis 2012 Politische Wissenschaft sowie Sprach- und Kommunikationswissenschaft an der RWTH Aachen. Während ihres Studiums erhielt sie eine Studienförderung der Friedrich-Ebert-Stiftung.
Rhie arbeitete nach dem Studium von 2013 bis 2014 als wissenschaftliche Mitarbeiterin in der Bertelsmann Stiftung. Parallel dazu arbeitete sie zeitweise für das Wahlkreisbüro der Bundestagsabgeordneten Ulla Schmidt. Im Jahr 2015 wechselte Rhie ins Ministerium für Kultur und Wissenschaft des Landes Nordrhein-Westfalen, wo sie als Referentin im Stabsreferat „Kommunikation“ tätig war. Im Rahmen einer Abordnung war sie am DWI – Leibniz-Institut für Interaktive Materialien in Aachen als Referentin für Wissenschaftskommunikation tätig.

## Politik
2005 trat Rhie den Jusos bei. Im Jahr 2008 trat Rhie in die Aachener SPD ein und ist stellvertretende Vorsitzende der Partei. Von 2014 bis September 2022 war sie Mitglied im Rat der Stadt Aachen und mobilitätspolitische Sprecherin der SPD-Fraktion. 2020 wurde sie zudem zur stellvertretenden Vorsitzenden der SPD-Ratsfraktion gewählt. Für ihren politischen Einsatz erhielt Rhie 2015 den Helene-Weber-Preis, der ehrenamtliche kommunale Mandatsträgerinnen, die sich durch herausragendes Engagement hervorgetan haben, würdigt.
Am 27. Februar 2021 bewarb sich Rhie bei der Kreiswahlkonferenz erstmals zur Wahl als Bundestagskandidatin der SPD für den Bundestagswahlkreis Aachen I und erhielt rund 89 Prozent der Stimmen. Sie trat die Nachfolge von Ulla Schmidt an, die das Mandat für 31 Jahre innehatte. Über die Landesliste der SPD zog Rhie nach der Bundestagswahl am 26. September 2021 in den Deutschen Bundestag ein. Sie erhielt 23,8 Prozent der Erststimmen in ihrem Wahlkreis.
Bei der Bundestagswahl 2025 wurde sie auf Listenplatz 28 der Landesliste in NRW der SPD gewählt. Dieser Listenplatz reichte nicht für den Einzug in den Bundestag aus. Auch ihr Direktmandat im Wahlkreis Aachen I (86) verlor sie mit 19,71 % der Stimmen.

## Mitgliedschaften
Ye-One Rhie ist Mitglied der überparteilichen Europa-Union Deutschland, die sich für ein föderales Europa und den europäischen Einigungsprozess einsetzt.